# Pikardia

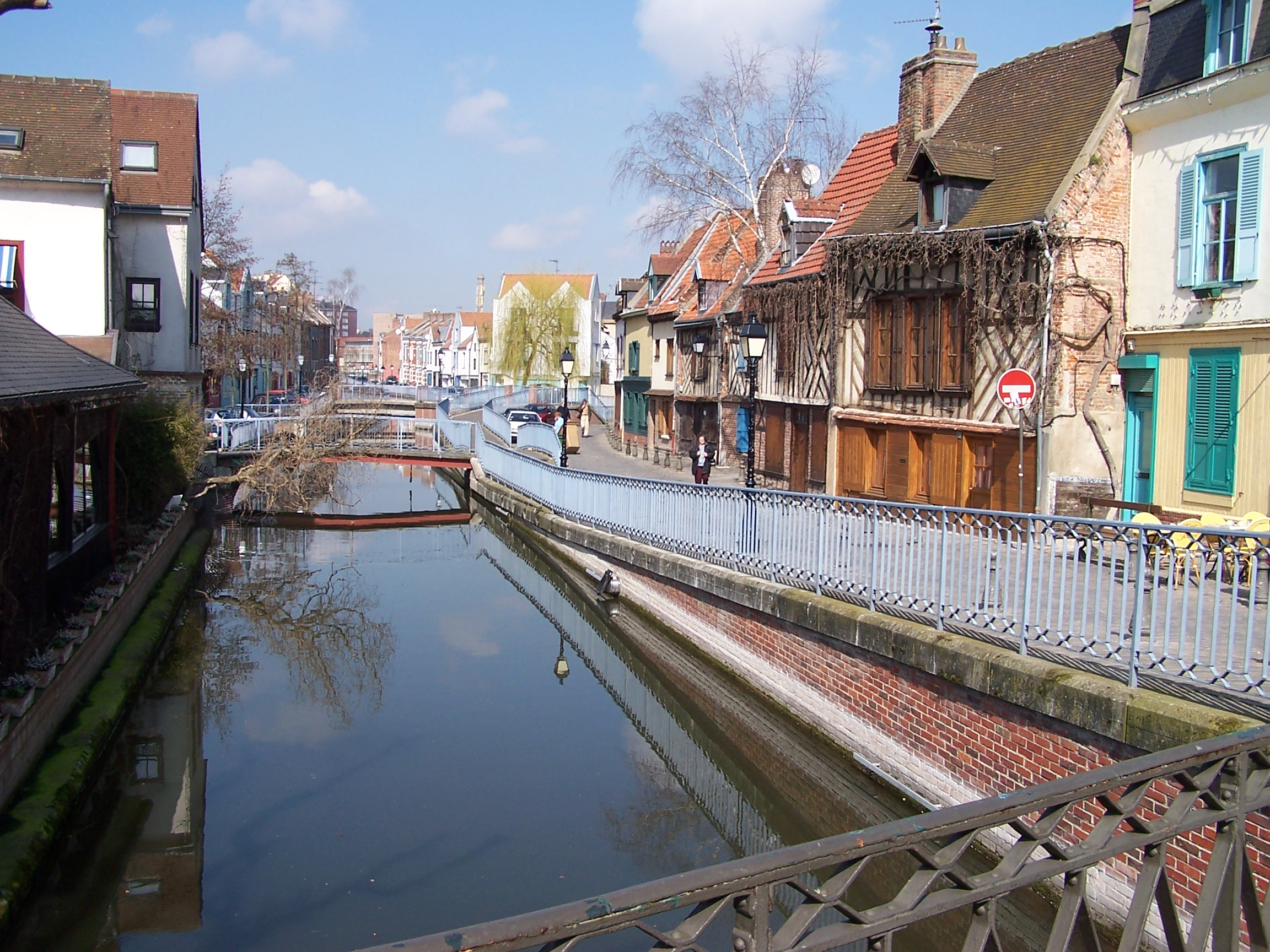
Jedna z dzielnic Amiens, stolicy Pikardii

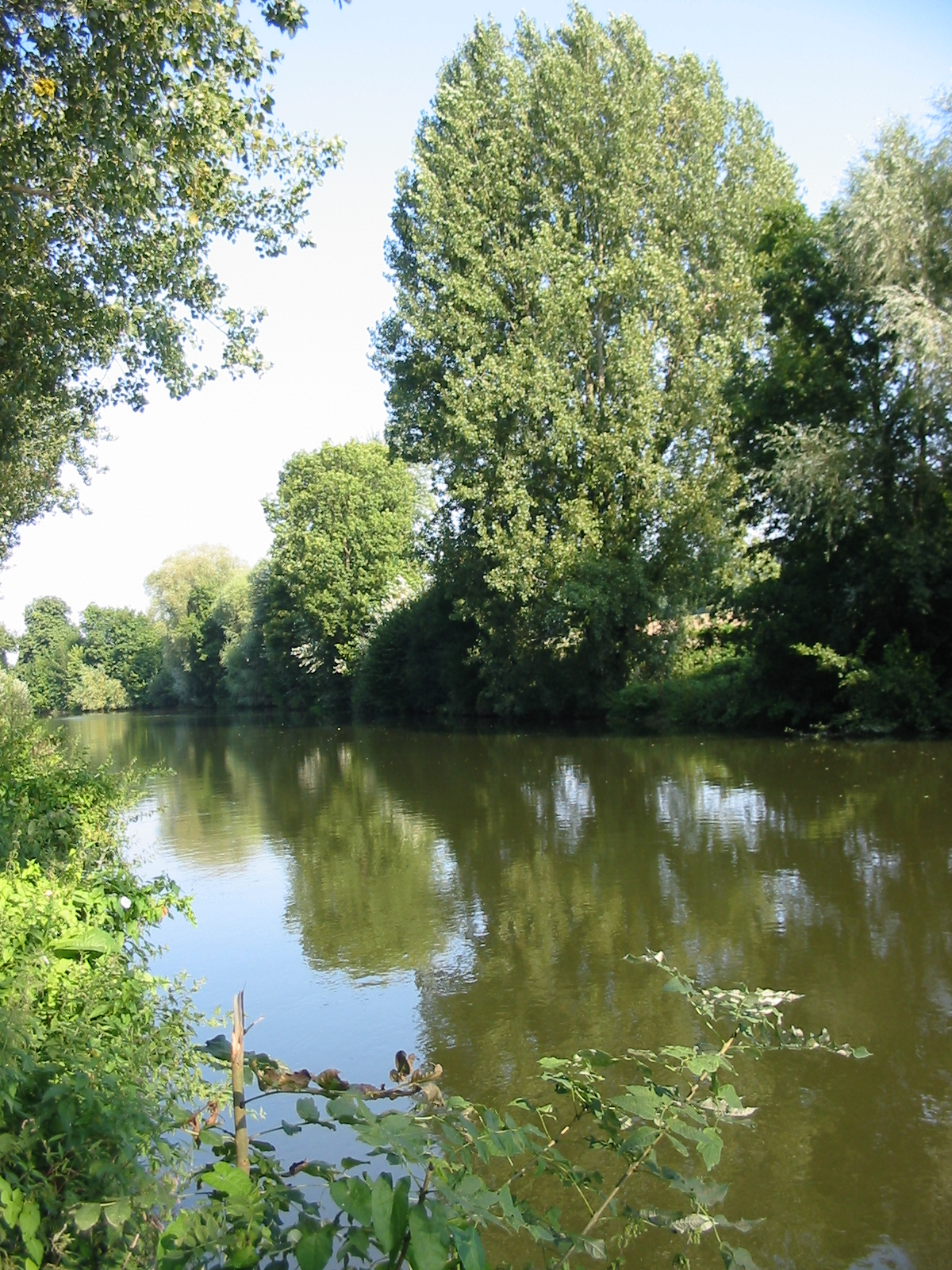
Somma przepływająca przez Pikardię

Pikardia (fr. Picardie) – kraina historyczna i dawny region administracyjny (1960–2015) we Francji, położone w północnej części kraju, nad kanałem La Manche. Ważny region rolniczy. Od 1 stycznia 2016 jest częścią nowo powstałego regionu Hauts-de-France.

## Geografia
Leżąca na północy Basenu Paryskiego Pikardia do reformy administracyjnej wprowadzonej z początkiem 2016 była 14. pod względem wielkości regionem administracyjnym Francji. 
Jej powierzchnia wynosi 19 399 km² i zamieszkuje w niej 1,9 mln ludzi. Na północy sięga do wzniesienia Collines de l'Artois, na zachodzie do rzeki Bresle i cieśniny La Manche (na krótkim odcinku), a na wschodzie sąsiaduje z Szampanią.
Jeśli chodzi o regiony to Pikardia wraz z b. regionem Nord-Pas-de-Calais tworzy region Hauts-de-France. Na południu graniczy z Île-de-France, na wschodzie z regionem Grand Est, a także graniczy z Belgią, a na zachodzie sąsiaduje z Górną Normandią.
Podzielona jest obecnie na departamenty – Oise, Somme i Aisne, obejmując historyczne krainy Beauvais, Soisson, Bray (wschodnią część) i Szampanię (również fragment).
Z wyjątkiem nadmorskiego subregionu Marquenterre, gdzie występują gleby gliniaste i piaszczyste, w Pikardii przeważają żyzne, grube namuliska, które wykorzystuje się pod uprawy. Przez północną Pikardię płynie Somma, która uchodzi szerokim estuarium do cieśniny La Manche, kończąc swój bieg w szerokiej zatoce. Z kolei Oise bierze swój początek w dalekich Ardenach i przemierza meandrami Basen Paryski aż do miejsca, w którym wpada do niej jej główny dopływ – Aisne. W ostatnich czasach ilość toczonych przez rzekę wód zwiększyła się trzykrotnie. Wzdłuż lewego brzegu Oise ciągną się kompleksy lasów państwowych: Parisienne, Compiègne i Chantilly. Krajobraz Pikardii to monotonne równiny, a na wybrzeżu krajobraz klifowy.

## Historia
W starożytności była zamieszkiwana przez plemiona Ambianów i Wirmanuów, którzy zostali podbici przez Rzymian w I w. p.n.e. Została wcielona do Rzymu jako Galia Belgijska. W V w. n.e. została wcielona do Państwa Franków. W IX-X wieku rozpadła się na 6 samodzielnych hrabstw: Boulogne, Montreuil, Ponthieu, Amiénois, Vermandois oraz Laonnois. W 1185 roku król Filip II August włączył Amiénois i Vermandois do posiadłości królewskich. Do 1369 roku Anglicy okupowali Ponthieu; w XIII w. wybuchały powstania chłopskie (żakieria). Podczas traktatu w Arras Filip III Dobry Burgundzki otrzymał Ponthieu w zamian za wyrzeczenie się sojuszu z Anglią. W 1477 roku całość Pikardii została przyłączona do Francji przez Ludwika XI.
W XX wieku ważny rejon działań wojennych podczas I i II wojny światowej.

## Gospodarka
Pikardia to ważny rejon rolniczy Francji. Uprawia się tutaj pszenicę, rośliny pastewne, ale szczególną rolę odgrywa tutaj uprawa buraka cukrowego, którą zakładano w XIX wieku. Dobrze rozwinięte sadownictwo. W połowie XX wieku wprowadzono maszyny rolnicze, co przyniosło podwojone plony. Bardzo dobrze rozwinięty przemysł włókienniczy, jednak zamykana jest coraz większa liczba zakładów. W miastach rozwinięty także przemysł chemiczny (gumowy – produkcja opon), elektromaszynowy (maszynowy i elektrotechniczny). Na wybrzeżu kanału La Manche ważną rolę odgrywają liczne ośrodki turystyczne i kąpieliska.

## Kuchnia
Specjalnością Pikardii są zupy jarzynowe oraz Flamiche aux poireaux – suflet porowy. W Amiens podaje się pâté de canard – pasztet z kaczych wątróbek. Pikardia znana jest także z kremu Chantilly, przyrządzanego z mleka, śmietany i cukru. Jego nazwa pochodzi od miasta Chantilly. Na deser można zjeść również tartę z rabarbarem.